# Liste des sites classés et inscrits de la Haute-Vienne
Cet article recense les sites classés et inscrits en Haute-Vienne, en France.

## Listes

### Sites classés
En 2023, la Haute-Vienne compte 4 sites classés, recensés dans le tableau suivant. La date correspond à celle du classement par arrêté ministériel.
| Site                                | Commune(s)              | Date            | Notes | Coordonnées                      | Photo |
| ----------------------------------- | ----------------------- | --------------- | --- | -------------------------------- | ----- |
| Ancien cimetière contigu à l'église | Le Chalard              | 20 février 1932 | L'église est un monument historique classé depuis 1910.                                                    | 45° 32′ 46″ nord, 1° 07′ 34″ est |       |
| Château de Cognac et son parc       | Cognac-la-Forêt         | 4 janvier 1945  | Le château est un monument historique inscrit depuis 2015.                                                 | 45° 50′ 06″ nord, 1° 00′ 47″ est |       |
| Château de Nieul et son parc        | Nieul                   | 22 janvier 1947 | Trois parcelles du parc, au sud-ouest, sont simplement inscrites.                                          | 45° 55′ 26″ nord, 1° 10′ 23″ est |       |
| Mont Gargan                         | Saint-Gilles-les-Forêts | 8 décembre 1983 | Le site est également en partie classé en zone naturelle d'intérêt écologique, faunistique et floristique. | 45° 37′ 23″ nord, 1° 38′ 53″ est |       |

### Sites inscrits
Le tableau suivant recense les sites inscrits en Haute-Vienne.
| Site | Commune(s) | Date              | Notes | Coordonnées                      | Photo |
| --- | --- | ----------------- | --- | -------------------------------- | ----- |
| Allée de chênes conduisant au domaine de la Bouchie                                                            | Aixe-sur-Vienne | 2 février 1943    | | 45° 47′ 13″ nord, 1° 06′ 18″ est |       |
| Château de Losmonerie et ses abords                                                                            | Aixe-sur-Vienne |                   | Site compris en totalité dans celui de la vallée de la Vienne. Le château est partiellement un monument historique inscrit depuis 2009.              | 45° 49′ 16″ nord, 1° 07′ 08″ est |       |
| Vallée de l'Aurence                                                                                            | Aixe-sur-Vienne, Couzeix, Isle, Limoges                                                                                      | 23 février 1983   | | 45° 49′ 41″ nord, 1° 11′ 42″ est |       |
| Vallée de la Vienne entre Saint-Victurnien et le moulin de la Mie                                              | Aixe-sur-Vienne, Saint-Priest-sous-Aixe, Saint-Victurnien, Saint-Yrieix-sous-Aixe, Sainte-Marie-de-Vaux, Verneuil-sur-Vienne | 17 février 1995   | | 45° 51′ 14″ nord, 1° 04′ 48″ est |       |
| Mont Gerbassou                                                                                                 | Ambazac | 29 juillet 1983   | | 45° 58′ 01″ nord, 1° 23′ 13″ est |       |
| Gorges de la Vienne                                                                                            | Augne, Bujaleuf, Eymoutiers, Neuvic-Entier                                                                                   | 11 décembre 1989  | | 45° 45′ 11″ nord, 1° 41′ 28″ est |       |
| Vallée de la Couze en aval de Balledent                                                                        | Balledent, Rancon | 18 novembre 1988  | | 46° 07′ 01″ nord, 1° 12′ 18″ est |       |
| Vallée de la Gartempe du pont de Gartempe aux piliers de Lascoux                                               | Balledent, Châteauponsac, Rancon                                                                                             | 20 février 1998   | | 46° 07′ 37″ nord, 1° 15′ 43″ est |       |
| Lac de Vassivière                                                                                              | Beaumont-du-Lac, Peyrat-le-Château                                                                                           | 10 janvier 1964   | Le site inscrit s'étend également sur la Creuse. | 45° 48′ 00″ nord, 1° 51′ 29″ est |       |
| Centre ancien de Bellac                                                                                        | Bellac | 15 novembre 1985  | | 46° 07′ 05″ nord, 1° 02′ 56″ est |       |
| Vallée de la Gartempe aux abords du viaduc de Rocherolles                                                      | Bersac-sur-Rivalier, Bessines-sur-Gartempe, Folles                                                                           | 13 février 1995   | | 46° 06′ 54″ nord, 1° 25′ 26″ est |       |
| Vallée de la Briance                                                                                           | Boisseuil, Pierre-Buffière, Saint-Hilaire-Bonneval, Saint-Jean-Ligoure, Solignac, Le Vigen                                   | 30 avril 1980     | | 45° 43′ 55″ nord, 1° 18′ 36″ est |       |
| Château et étangs de Leychoisier                                                                               | Bonnac-la-Côte | 12 mars 1946      | Le site est compris en totalité dans celui de la vallée de la Mazelle.                                                                               | 45° 55′ 52″ nord, 1° 17′ 42″ est |       |
| Vallée de la Mazelle                                                                                           | Bonnac-la-Côte, Limoges, Le Palais-sur-Vienne, Rilhac-Rancon                                                                 | 2 février 1981    | | 45° 54′ 18″ nord, 1° 18′ 22″ est |       |
| Village de Salesse                                                                                             | Bonnac-la-Côte, Compreignac                                                                                                  | 25 octobre 1977   | | 45° 57′ 40″ nord, 1° 17′ 56″ est |       |
| Ancien château des Cars et ses abords                                                                          | Les Cars | 14 janvier 1944   | Le château est un monument historique inscrit depuis 1982 et classé depuis 2012.                                                                     | 45° 40′ 48″ nord, 1° 04′ 23″ est |       |
| Vallée de l'Isle de l'abbaye à la tour d'Estivaux                                                              | Le Chalard | 5 décembre 1944   | | 45° 32′ 38″ nord, 1° 07′ 44″ est |       |
| Promontoire du château Chabrol, rocher de Maumont et vieux quartier aux abords de la tour du Fort              | Châlus | 5 décembre 1944   | | 45° 39′ 29″ nord, 0° 58′ 44″ est |       |
| Monts de Blond                                                                                                 | Blond, Chamboret, Cieux, Montrol-Sénard, Vaulry                                                                              | 5 septembre 1977  | Site étendu le 28 février 2003 | 46° 01′ nord, 0° 59′ est         |       |
| Colline de Château-Chervix et son donjon                                                                       | Château-Chervix | 24 mai 1945       | | 45° 36′ 32″ nord, 1° 21′ 14″ est |       |
| Cratère météoritique de Rochechouart                                                                           | Chéronnac, Rochechouart, Vayres, Videix                                                                                      | 18 août 2005      | Le site inscrit s'étend également sur la Charente. Il englobe les sites de la réserve naturelle nationale de l'astroblème de Rochechouart-Chassenon. | 45° 48′ 47″ nord, 0° 46′ 41″ est |       |
| Lac de Saint-Pardoux et ses abords                                                                             | Compreignac, Razès, Saint-Pardoux-le-Lac                                                                                     | 15 décembre 1980  | | 46° 02′ 20″ nord, 1° 17′ 46″ est |       |
| Site du Grand Puyconnieux                                                                                      | Dournazac | 28 avril 1977     | | 45° 39′ 29″ nord, 0° 53′ 06″ est |       |
| Bords de Vienne et site de la Font-Macaire                                                                     | Eymoutiers | 5 septembre 1989  | | 45° 44′ 20″ nord, 1° 44′ 42″ est |       |
| Château et étang de Beaune                                                                                     | Eymoutiers, Nedde | 14 janvier 1944   | | 45° 44′ 02″ nord, 1° 46′ 41″ est |       |
| Puy de Jabreilles                                                                                              | Jabreilles-les-Bordes | 5 mai 1983        | | 46° 01′ 23″ nord, 1° 31′ 16″ est |       |
| Lac du Pont à l'Age                                                                                            | Laurière, Folles | 9 janvier 1978    | | 46° 05′ 42″ nord, 1° 28′ 55″ est |       |
| Allée de hêtres du château de la Bastide et ses abords                                                         | Limoges | 20 mars 1945      | | 45° 51′ 29″ nord, 1° 16′ 23″ est |       |
| Centre ville de Limoges, quartier du pont Saint-Martial, extension des jardins de l'Évêché et de L'Abbessaille | Limoges | 30 novembre 1976  | | 45° 49′ 48″ nord, 1° 15′ 25″ est |       |
| Cité et jardins de l'Évêché                                                                                    | Limoges | 12 février 1943   | | 45° 49′ 41″ nord, 1° 16′ 01″ est |       |
| Immeubles, 5 rue de la Règle et rue Saint-Domnolet                                                             | Limoges | 17 septembre 1942 | | 45° 49′ 44″ nord, 1° 16′ 08″ est |       |
| Maison Jouxtens et son parc                                                                                    | Limoges | 30 mai 1978       | | 45° 49′ 05″ nord, 1° 16′ 23″ est |       |
| Place Denis-Dussoubs                                                                                           | Limoges | 16 février 1944   | | 45° 49′ 59″ nord, 1° 15′ 22″ est |       |
| Quartier de la Boucherie                                                                                       | Limoges | 24 août 1976      | | 45° 49′ 44″ nord, 1° 15′ 29″ est |       |
| Ruines du château de Lavauguyon                                                                                | Maisonnais-sur-Tardoire | 5 décembre 1944   | | 45° 44′ 02″ nord, 0° 42′ 29″ est |       |
| Bourg de Mortemart                                                                                             | Mortemart | 19 juillet 1963   | Site étendu le 20 janvier 1981 | 46° 02′ 20″ nord, 0° 57′ 29″ est |       |
| Château de Nedde et ses abords                                                                                 | Nedde | 22 juin 1943      | Le château est un monument historique inscrit depuis 1950.                                                                                           | 45° 43′ 01″ nord, 1° 49′ 55″ est |       |
| Rochers de Nègremont                                                                                           | Nedde, Rempnat | 5 août 1987       | | 45° 42′ 29″ nord, 1° 52′ 37″ est |       |
| Château de Nexon et son parc                                                                                   | Nexon | 15 mars 1946      | | 45° 40′ 34″ nord, 1° 11′ 10″ est |       |
| Parc du château de Nieul                                                                                       | Nieul | 20 février 1943   | | 45° 55′ 23″ nord, 1° 10′ 16″ est |       |
| Vallée de la Glane à Nieul                                                                                     | Nieul | 27 décembre 1982  | | 45° 55′ 59″ nord, 1° 10′ 48″ est |       |
| Château du Fraisse et ses jardins                                                                              | Nouic | 12 mars 1946      | Le château est un monument historique classé depuis 2009.                                                                                            | 46° 05′ 02″ nord, 0° 54′ 50″ est |       |
| Vestiges fortifiés de Rochelidou                                                                               | Nouic | 5 décembre 1944   | | 46° 04′ 08″ nord, 0° 53′ 53″ est |       |
| Étang de Peyrat-le-Château, abords et château                                                                  | Peyrat-le-Château | 2 mars 1945       | Le château est un monument historique inscrit depuis 1995.                                                                                           | 45° 48′ 54″ nord, 1° 46′ 37″ est |       |
| Vallée de la Semme en aval du moulin de Villefavard                                                            | Rancon, Villefavard | 6 janvier 1988    | | 46° 09′ 25″ nord, 1° 12′ 32″ est |       |
| Cascade du Moulin de l'Age et ses abords                                                                       | Razès, Saint-Léger-la-Montagne                                                                                               | 17 février 1995   | | 46° 02′ 28″ nord, 1° 22′ 19″ est |       |
| Jardins, promenades et avenues entourant le château de Rochechouart                                            | Rochechouart | 12 février 1946   | Site non abrogé, mais compris en totalité dans celui du cratère météoritique de Rochechouart.                                                        | 45° 49′ 19″ nord, 0° 49′ 08″ est |       |
| Bourg de Saint-Auvent, étang de la Pouge, vallée de la Gorre et du Gorret                                      | Saint-Auvent, Saint-Cyr | 16 août 1985      | | 45° 48′ 00″ nord, 0° 56′ 06″ est |       |
| Château de Saint-Auvent et son parc                                                                            | Saint-Auvent | 15 mars 1946      | Site compris en totalité compris dans celui du bourg de Saint-Auvent. Le château est un monument historique inscrit depuis 2001.                     | 45° 48′ 25″ nord, 0° 55′ 44″ est |       |
| Étang de la Pouge et ses abords                                                                                | Saint-Auvent, Saint-Cyr | 2 mars 1945       | | 45° 47′ 20″ nord, 0° 56′ 10″ est |       |
| Vallée de la Gartempe en aval du pont Saint-Martin                                                             | Saint-Bonnet-de-Bellac, Saint-Sornin-la-Marche, Val-d'Oire-et-Gartempe                                                       | 1er février 1995  | | 46° 11′ 56″ nord, 0° 56′ 46″ est |       |
| Château de Muraud et ses abords                                                                                | Saint-Denis-des-Murs, Saint-Léonard-de-Noblat                                                                                | 15 mars 1946      | | 45° 48′ 14″ nord, 1° 31′ 41″ est |       |
| Ancienne église de Saint-Amand et ses jardins en terrasse                                                      | Saint-Junien | 6 octobre 1944    | | 45° 53′ 13″ nord, 0° 53′ 20″ est |       |
| Site Corot et vallée de la Glane                                                                               | Saint-Junien | 13 octobre 1955   | Site étendu le 16 mai 1989. | 45° 54′ 18″ nord, 0° 54′ 07″ est |       |
| Site de la Pierre Millier                                                                                      | Saint-Léger-la-Montagne | 2 novembre 1977   | | 46° 01′ 48″ nord, 1° 23′ 31″ est |       |
| Centre ancien de Saint-Léonard-de-Noblat                                                                       | Saint-Léonard-de-Noblat | 2 mars 1946       | | 45° 50′ 13″ nord, 1° 29′ 20″ est |       |
| Vallée de la Vienne au pont de Noblat                                                                          | Saint-Léonard-de-Noblat | 30 mars 1981      | | 45° 50′ 06″ nord, 1° 28′ 37″ est |       |
| Rochers de l'Isop                                                                                              | Saint-Martial-sur-Isop, Val-d'Oire-et-Gartempe                                                                               | 16 mai 1989       | | 46° 10′ 12″ nord, 0° 51′ 43″ est |       |
| Château de Lavergne                                                                                            | Saint-Priest-Ligoure | 25 mai 1944       | Le château est un monument historique inscrit depuis 1987.                                                                                           | 45° 38′ 49″ nord, 1° 17′ 31″ est |       |
| Château de Tourniol et ses abords                                                                              | Saint-Priest-Taurion | 8 août 1944       | | 45° 54′ 50″ nord, 1° 24′ 50″ est |       |
| Village de Grandmont                                                                                           | Saint-Sylvestre | 20 août 1976      | | 45° 59′ 56″ nord, 1° 23′ 31″ est |       |
| Manoir de Cursac et son site au bord de la Briance                                                             | Saint-Vitte-sur-Briance | 25 mai 1944       | | 45° 37′ 55″ nord, 1° 31′ 59″ est |       |
| Chapelle Sainte-Anne-Saint-Priest et sa colline                                                                | Sainte-Anne-Saint-Priest | 2 février 1945    | |                                  |       |
| Allée de chênes conduisant à Puycheny                                                                          | Séreilhac | 5 décembre 1944   | | 45° 45′ 36″ nord, 1° 03′ 54″ est |       |
| Parc du château de Bréjoux et allées de chênes conduisant à Solignac                                           | Solignac | 20 mars 1945      | | 45° 45′ 47″ nord, 1° 17′ 06″ est |       |
| Saut de la Brame                                                                                               | Val-d'Oire-et-Gartempe | 4 octobre 1988    | | 46° 16′ 34″ nord, 0° 56′ 28″ est |       |
| Site de Courbefy                                                                                               | Val-d'Oire-et-Gartempe | 30 décembre 1975  | Ancienne commune de Bussière-Poitevine ; site étendu le 13 mars 1984.                                                                                | 45° 35′ 53″ nord, 1° 03′ 14″ est |       |
| Site de la chapelle et du lieu-dit Les Talles                                                                  | Vaulry | 2 novembre 1976   | | 46° 01′ 55″ nord, 1° 04′ 08″ est |       |
| Allée d'arbres et château de Puymori                                                                           | Vicq-sur-Breuilh | 24 décembre 1943  | | 45° 39′ 58″ nord, 1° 22′ 12″ est |       |